# Thomas Grabow
Thomas Grabow (* 7. September 1969 in Rostock) ist ein ehemaliger deutscher Fußballspieler und heutiger -trainer.

## Sportliche Laufbahn

### Vereinskarriere
In seiner Heimatstadt begann er mit dem Fußball bei der SG Dynamo Rostock Mitte. Seine Ausbildung im Nachwuchs setzte er ab 1982 beim BFC Dynamo in der Hauptstadt der DDR, in Ost-Berlin, fort.
Bereits als 17-jähriger Juniorenspieler kam er 1986 einmal in der zweitklassigen Liga für BFC Dynamo II erstmals im Männerbereich zum Einsatz. 1988/89 gehörte er zu den Stammkräften der 2. Mannschaft des Rekordmeisters, nachdem er offiziell aus dem Juniorenoberligateam ins Ligaaufgebot aufgerückt war.
Vor der Wendesaison 1989/90 stieg der Schüler aus der BFC-Reserve, die im Sommer 1989 aufgelöst wurde und deren Startplatz an die BSG Bergmann-Borsig Berlin ging, in die Oberligaelf der Weinroten auf. In der höchsten Spielklasse des DDR-Fußballs kam Grabow jedoch nicht zum Einsatz.
Im Sommer 1990 tauchte Grabow in seinem Geburtsort im Kader des F.C. Hansa Rostock für die letzten eigenständigen Saison des ostdeutschen Erstligafußballs, wird aber von Trainer Uwe Reinders in der Meistersaison der Hanseaten in der 1. Halbserie nicht aufgeboten und spielte ab Jahresbeginn 1991 beim drittklassigen Amateur-Oberligisten VfL Stade. Mit dem Team der niedersächsischen Hansestadt stieg er 1991/92 aus der Oberliga Nord ab.
Nachdem er 1995 den VfB Oldenburg verlassen hatte, schloss er sich dem 1. SC Norderstedt an, bei dem auch ein ehemaliger Mitspieler Grabows aus den BFC- und DDR-Juniorenteams, der Mittelfeldakteur Thomas Strecker, kickte. Bis 1999 war er mit dem Verein aus Schleswig-Holstein in der Regionalliga aktiv.

### Auswahleinsätze
Bei der U-18-EM 1988 gewann der BFC-Verteidiger mit der DDR-Juniorenauswahl die Bronzemedaille. Das Fachblatt fuwo charakterisierte ihn nach dem Turnier wie folgt: „Unser zweiter Manndecker bot solide Leistungen, erfüllte seine Abwehraufgaben“.
Mit der U-20 nahm er 1989 an der Junioren-WM in Saudi-Arabien teil. Trainer Lothar Priebe setzte ihn beim Vorrundenaus in allen drei Gruppenspielen ein.